# 高雄市立小港醫院
高雄市立小港醫院位於高雄市小港區，被行政院衛生署評鑑為「區域教學醫院」，現任院長為郭昭宏先生，目前委由高雄醫學大學經營。

## 外部連結
- 高雄醫學大學 （页面存档备份，存于）
- 高雄市立小港醫院 （页面存档备份，存于）